# Crenidorsum pykarae
Crenidorsum pykarae là một loài côn trùng cánh nửa trong họ Aleyrodidae, phân họ Aleyrodinae.
Crenidorsum pykarae được Jesudasan & David miêu tả khoa học đầu tiên năm 1991.